# Gubernaculum (zoogdier)
De gepaarde gubernacula (van het Oudgrieks κυβερνάω = stuur, roer) zijn embryonale, bindweefselstructuren die voortkomen uit de voorste en achterste delen van de gonaden, de genitale richel. Ze beginnen als ongedifferentieerd mesenchym dat zich hecht aan het caudale uiteinde van de gonaden. Een ander woord voor ligament is band.
Het voorste (bij mensen: het bovenste) ligament strekt zich uit van de gonaden tot het middenrif. Bij mannelijke dieren verdwijnt het volledig wanneer de teelballen beginnen in te dalen. Bij vrouwelijke dieren vormt het het ovariële ligament van de eierstok.
Het achterste (bij mensen het onderste) ligament loopt van de gonaden naar de processus vaginalis, een uitstulping van het buikvlies die zich bij de vrouw met het ronde ligament voortzet in het lieskanaal, en bij de man met de teelbal. Bij mannelijke embryo's is het in belangrijke mate betrokken bij de indaling van de teelballen en wordt daarom ook wel de gubernaculum testis genoemd of, naar de eerste beschrijver John Hunter, als gubernaculum Hunteri (ligament van Hunter).
Het gubernaculum is alleen aanwezig tijdens de ontwikkeling van het voortplantingssysteem. Het wordt later vervangen door zichtbare overblijfselen bij mannen en vrouwen.

## Mannelijk gubernaculum
- Het bovenste deel van het gubernaculum degenereert.
- Het onderste deel blijft bestaan als de gubernaculum testis (scrotum ligament) en voorkomt dat de teelbal draait. Het bestaat uit een proximaal zittende bol met een distale streng. De bol van het gubernaculum heeft een goed afgebakend mesenchym, met dicht in bundels gerangschikte spiercellen.[1] Het gubernaculum ontwikkelt zich verder tot de twee ligamenten in het scrotum, het ligamentum testis proprium en het ligamentum caudae epididymidis. De gubernaculum testis bevestigt de teelbal aan de bodem van het scrotum en brengt deze op zijn plaats doordat het gubernaculum korter wordt door de samentrekking van de spiervezels waaraan het vastzit. Het ligament beperkt verder de mate waarin de teelbal binnen het scrotum kan bewegen. De teelbal is ook verbonden met de bijbal met een kort ligament, het ligamentum testis proprium. Dit gaat vanaf de staart van de bijbal verder als het ligamentum caudae epididymidis en bevestigt de zaadbal indirect ook aan de bodem van het scrotum.
- Cryptorchisme (niet-ingedaalde teelballen) wordt waargenomen bij INSL3-nul mannelijke muizen. Dit impliceert dat INSL3 een sleutelhormoon is in de groei en differentiatie van het gubernaculum om transabdominale migratie mogelijk te maken. Hogere teelbal temperaturen geassocieerd met cryptorchidisme worden geassocieerd met verminderde vruchtbaarheid.[2]

## Vrouwelijk gubernaculum
- Het achterste gubernaculum heeft bij vrouwen twee rudimentaire overblijfselen, het craniale ovariële ligament (ligamentum ovarii proprium) en het caudale ronde ligament (ligamentum rotundum), die respectievelijk dienen om de eierstokken en de baarmoeder in het bekken te ondersteunen. Het ronde ligament loopt door het lieskanaal en eindigt bij vrouwen in het weefsel van het schaambeen en de grote schaamlippen.
- De ontwikkeling van het gubernaculum bij vrouwelijke muizen die "INSL3" tot overexpressie brengen, veroorzaakt ingedaalde eierstokken en verminderde vruchtbaarheid. Deze ovariële afdaling wordt meer uitgesproken door de aanvullende toediening van dihydrotestosteron, dat de ontwikkeling van het craniale ligament onderdrukt. Daarom voorkomt het aanblijven van het craniale ligament de translocatie van de eierstokken.[3]

## Ontwikkeling
Terwijl het scrotum en buitenste schaamlippen zich respectievelijk bij mannen en vrouwen vormen, helpt het gubernaculum bij de indaling van zowel de teelballen als eierstokken.
De teelballen dalen verder in dan de eierstokken en passeren uiteindelijk het lieskanaal op weg naar het scrotum.

## Fotogalerij

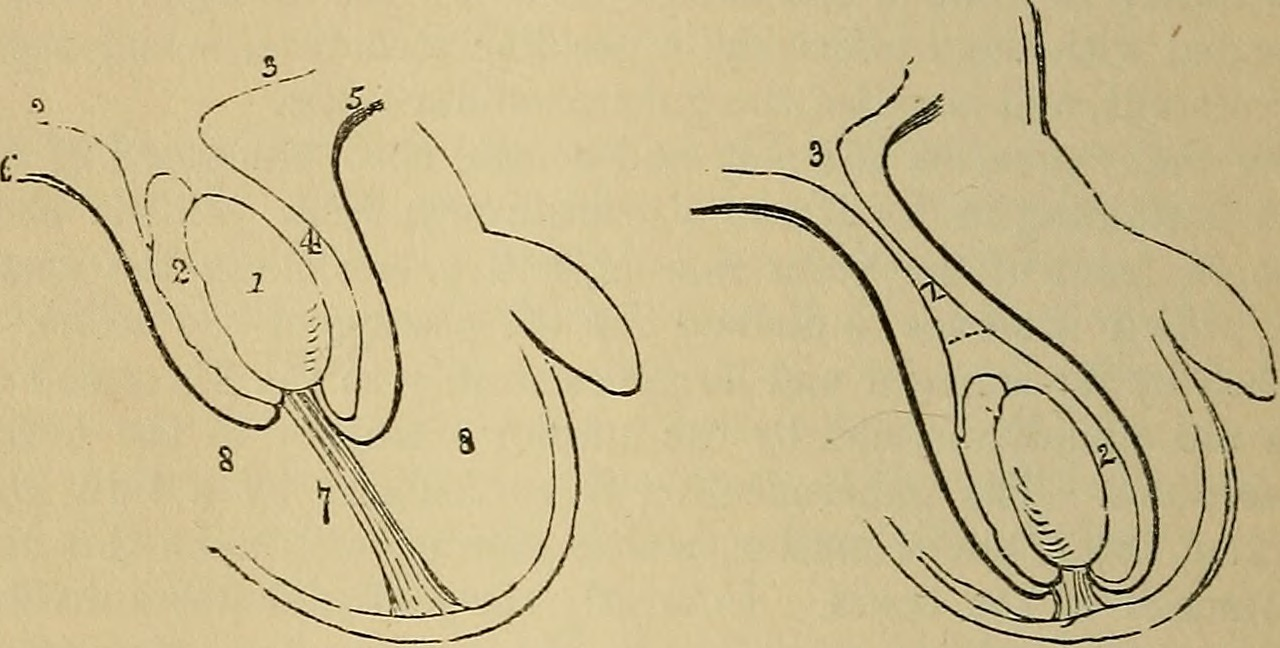
Links: Een diagram dat de afdaling van de teelbal illustreert. 1. De teelbal. 2. De bijbal. 3,3. Het buikvlies. 4. Het zakje dat rond de teelbal wordt gevormd door het buikvlies, de toekomstige holte van de tunica vaginalis. 5. Het schaambeen van de musculus cremaster of balheffer dat aan het onderste deel van de teelbal is bevestigd. 6. Het deel van de musculus cremaster dat aan het ligamentum inguinale of de liesband is bevestigd. De wijze waarop de musculus cremaster wordt omgedraaid, wordt door deze lijnen aangegeven. 7. Het gubernaculum, dat aan de onderkant van het scrotum is bevestigd en korter wordt door de samentrekking van de spiervezels die er aan vastzitten. 8,8. De holte van het scrotum. Rechts: In deze afbeelding heeft de teelbal zijn afdaling voltooid. Het gubernaculum is zo ver mogelijk ingekort en de musculus cremaster is volledig omgedraaid. Het buikvlieszakje boven de teelbal wordt samengedrukt zodat er een buisvormig kanaal ontstaat; z. Een stippellijn markeert het punt waar de tunica vaginalis aan de bovenkant zal eindigen; en 2 markeert de holte ervan. 3. De buikholte.
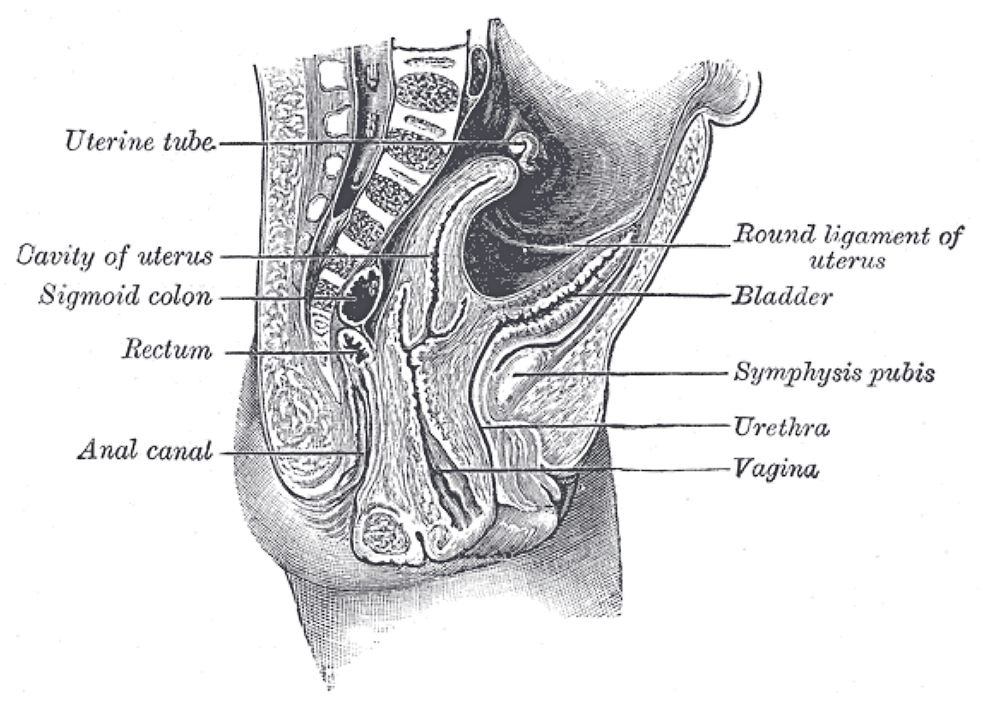
Sagittale doorsnede door het bekken van een pasgeboren meisje. (aanduiding ronde ligament rechtsboven (round ligament of uterus).)
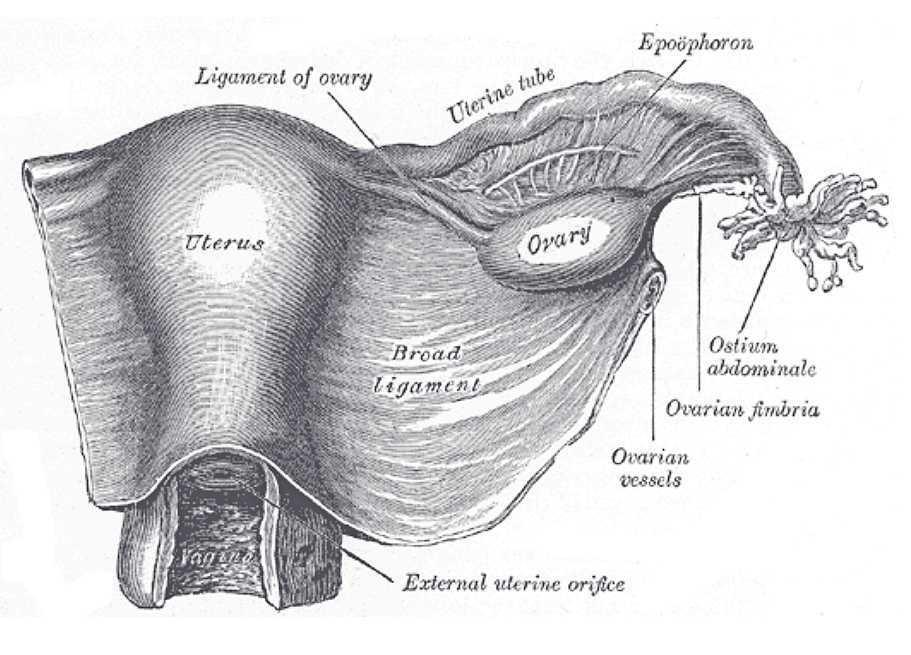
Vrouwelijke bekkenorganen van bovenaf gezien. Het ovariële ligament dient als ophanging voor de eierstokken](aanduiding middenboven ligament of ovary)